# Madison County, Texas
Madison County är ett administrativt område i delstaten Texas, USA, med 13 664 invånare. Den administrativa huvudorten (county seat) är Madisonville. 

## Geografi
Enligt United States Census Bureau så har countyt en total area på 1 224 km². 1 216 km² av den arean är land och 8 km² är vatten. 

### Angränsande countyn
- Leon County - norr
- Houston County - nordost
- Walker County - sydost
- Grimes County - söder
- Brazos County - sydväst